# Stjepan I. Cosmi
Stjepan I. Cosmi (izvorno tal. Stefano Cosmi, u dokumentima na hrvatskome Stipan Cosmi) (Venecija, 24. rujna 1629. – Split, 10. svibnja 1707.), splitski nadbiskup i metropolit. Sa svojim prethodnikom Bonifacijem Albanijem (iz Bergama) i nasljednikom Stjepanom II. Cupillijem (iz Mletaka) pripada u red revnih nadbiskupa koji provode pastoralnu obnovu. Doveo je kapucine i isusovce u Split.

## Životopis
Srednju školu završio je u sjemeništu venecijanske patrijaršije u Muranu (1640. – 1646.) i zatim 1646. godine, sa sedamnaest godina, stupio u red somaska. Studirao je filozofiju u Rimu i teologiju u Milanu, a po povratku u Veneciju, nakon studija, djelovao je kao odgojitelj u kolegiju somaska Della Salute podučavajući retoriku i filozofiju. Prvi je u Italiji predstavio Demokrita kao filozofa čije učenje se, unatoč ateizmu, umnogome podudara s kršćanskim naukom. Od 1674. godine bio je general svog reda. 
Za splitskog nadbiskupa imenovan je 1678., ali je dužnost preuzeo tek pet godina kasnije. Čim je prispio u Split sazvao je dijecezansku sinodu koju je opetovao svake godine. Radi ukorijenjivanja tridentske reforme htio je osnovati i sjemenište. U tu je svrhu 1699. godine otputovao u Mletke i ishodio potporu od Senata, a zatim u Rim po privilegije od pape Inocenta XII. i od kardinala Ottobonija. Za rektora je doveo somaska o. Alessandrina, pa je godine 1700. otvorio Nadbiskupsko sjemenište u Splitu, čiji je rad nadzirao svakodnevno. Sjemenište je djelovalo kao klasična gimnazija s pravom javnosti, pa se iz njega razvila i kasnija javna Klasična gimnazija u Splitu.
Podupirao je i osnivanje Ilirske akademije (1703.) i prve gradske knjižnice. Doveo je u Split kao misionara isusovca Ardelija della Bellu, koji je zatim sastavio talijansko-latinsko-hrvatski rječnik, temeljen uglavnom na dubrovačkim štokavsko-jekavskim izvorima, ali inkorporira i čakavske elemente, te sadrži i kratku hrvatsku slovnicu.